# Kolaps Mostowskiego
Kolaps Mostowskiego (kolaps przechodni) – zbiór przechodni, który wraz z relacją należenia jest izomorficzny z daną ufundowaną relacją ekstensjonalną. Termin kolaps Mostowskiego jest też używany na określenie samego izomorfizmu z wyjściowego zbioru z relacją na zbiór przechodni.
Izomorfizm ten był użyty przez Kurta Gödla w 1937 w niebezpośredniej formie . Samodzielne twierdzenie o istnieniu kolapsów przechodnich było sformułowane i udowodnione przez Andrzeja Stanisława Mostowskiego w 1949.
Twierdzenie o kolapsie Mostowskiego jest nazywane także twierdzeniem o ściąganiu.

## Definicje
- Relacja dobrze ufundowana (lub po prostu relacja ufundowana) to relacja {\displaystyle R,} dla której nie istnieje nieskończony {\displaystyle R}-zstępujący ciąg {\displaystyle {(a_{n})}_{n},} czyli taki nieskończony ciąg elementów zbioru {\displaystyle X,} w którym każdy element jest w relacji z następującym bezpośrednio przed nim:

{\displaystyle a_{2}\;R\;a_{1},} {\displaystyle a_{3}\;R\;a_{2},} {\displaystyle a_{4}\;R\;a_{3}\ldots }
- Powiemy, że relacja dwuczłonowa {\displaystyle R} na zbiorze {\displaystyle X} spełnia warunek ekstensjonalności (jest ekstensjonalna) jeśli dla wszystkich {\displaystyle x,y\in X} zachodzi implikacja:

jeśli {\displaystyle (\forall z\in X)(z\;R\;x\Leftrightarrow z\;R\;y)} to {\displaystyle x=y.}
- Zbiór {\displaystyle S} jest przechodni (tranzytywny), jeśli każdy jego element jest jednocześnie jego podzbiorem, czyli gdy spełniony jest warunek

{\displaystyle (\forall x\in S)(\forall y\in x)(y\in S).}

## Twierdzenie
Załóżmy, że {\displaystyle R} jest dwuczłonową relacją ufundowaną na zbiorze {\displaystyle X.} Przypuśćmy również, że relacja ta spełnia warunek ektensjonalności. Wówczas istnieje dokładnie jeden zbiór przechodni {\displaystyle S} oraz dokładnie jedna bijekcja {\displaystyle \pi :X\longrightarrow S} takie, że dla wszystkich {\displaystyle x,y\in X} mamy:
{\displaystyle \pi (x)\in \pi (y)\Leftrightarrow x\;R\;y.}
Zbiór {\displaystyle S} nazywa się kolapsem Mostowskiego relacji {\displaystyle R}, czasem ten sam zwrot jest używane w odniesieniu do odwzorowania {\displaystyle \pi .}

## Przykłady
- Kolaps Mostowskiego zbioru przechodniego jest tym samym zbiorem. Zatem w szczególności, kolaps Mostowskiego liczby porządkowej jest tą samą liczbą.
- Relacja {\displaystyle <} naturalnego porządku na zbiorze {\displaystyle P} parzystych liczb naturalnych jest zarówno ufundowana i ekstensjonalna. Kolaps relacji {\displaystyle (P,<)} to zbiór liczb naturalnych

{\displaystyle \omega ={\Big \{}\varnothing ,\{\varnothing \},\{\varnothing ,\{\varnothing \}\},\{\varnothing ,\{\varnothing \},\{\varnothing ,\{\varnothing \}\}\},\dots {\Big \}}.}
- W teorii forsingu często używa się kolapsów Mostowskiego w następującej sytuacji. Mamy daną pewną (dużą) regularną liczbą kardynalną {\displaystyle \chi } i rozważamy rodzinę {\displaystyle {\mathcal {H}}(\chi )} wszystkich zbiorów dziedzicznie mocy mniejszej niż {\displaystyle \chi .} Przypuśćmy, że {\displaystyle N} jest przeliczalnym elementarnym podmodelem {\displaystyle ({\mathcal {H}}(\chi ),\in ).} (Istnienie takich podmodeli wynika z dolnego twierdzenia Löwenheima-Skolema). Wówczas istnieje (jedyny) przeliczalny tranzytywny zbiór {\displaystyle M} taki, że model {\displaystyle (N,\in )} jest izomorficzny z {\displaystyle (M,\in ).}